# John Pringle
John Pringle FRS (10 de abril de 1707 — Londres, 18 de janeiro de 1782) foi um médico escocês, conhecido como "pai da medicina militar", embora Ambroise Paré e Jonathan Letterman também tenham recebido este título.

## Biografia

### Juventude e início da carreira
Foi o filho mais novo de Sir John Pringle, II Barão de Stichill, Roxburghshire. Foi educado na Universidade de St Andrews, Universidade de Edimburgo e na Universidade de Leiden. Em 1730 é graduado como doutor, pela última universidade listada, na última chamada da universidade, onde ele era um amigo íntimo de Gerard van Swieten e Albrecht von Haller.
Se estabelece em Edimburgo como principal médico, mas entre 1733 e 1744 foi também professor de Filosofia Moral na Universidade de Edimburgo.
Em 1742 torna-se o médico de John Dalrymple, que era comandante do exército britânico em Flandres.

## Legado
Foi construído um monumento em homenagem a Pringle na Abadia de Westminster, feito por Nollekens. Após a morte do Sir John Pringle seu baronato foi extinto.